# Carsoe
Carsoe Group A/S er en international dansk virksomhed, der udvikler, producerer og installerer maskiner og udstyr til fiskeri og fiskeindustri. Produkterne inkluderer maskiner og udstyr til trawlere, maskiner og udstyr til sortering og pakning af fisk samt forskelligt løfteudstyr. Virksomheden blev etableret i Aalborg i 1990, hvor Carsoe har hovedkvarter. Carsoes vigtigste datterselskab er Carsoe Seafood ApS med 240 ansatte og datterselskaber i USA og Norge. I alt er der ca. 400 ansatte i Carsoe Group, der årligt omsætter for ca. 700 mio. kroner. Carsoe Group har siden 2018 været majoritetsejet af britiske Plemont (67 %).